# Jama Musse Jama
Jama Musse Jama (Jaamac Muuse Jaamac; Hargheisa, 1967) è uno scrittore e matematico somalo naturalizzato italiano.

## Biografia

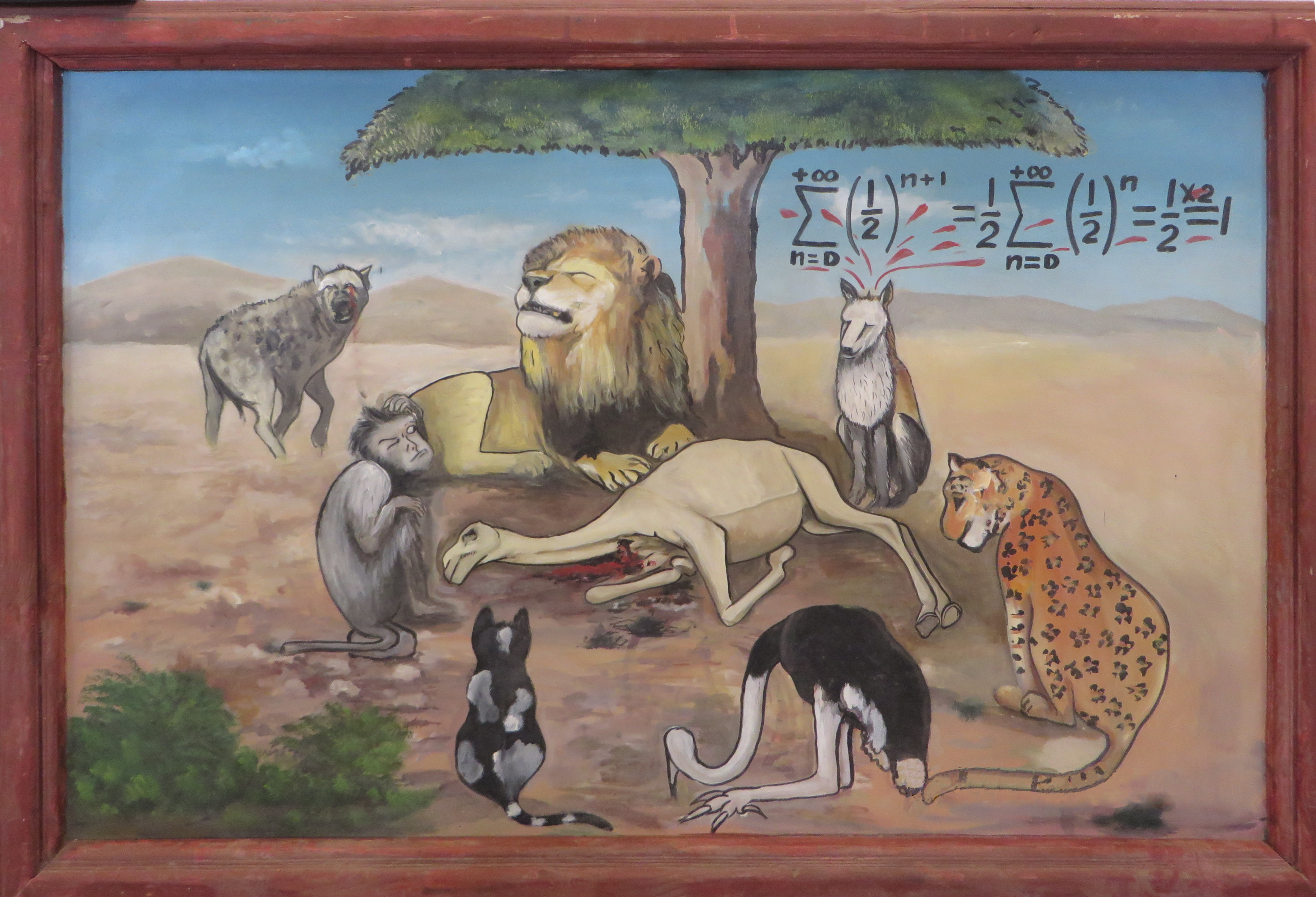
Murale di Jama Musse Jama

Nato in Somaliland e fuggito durante la guerra, vive da anni a Pisa, presso la cui università si è laureato in matematica divenendo poi ricercatore. Si occupa di etnomatematica, ma anche di linguistica computazionale (forte di un dottorato di ricerca conseguito all'Università Orientale di Napoli) e inoltre ha pubblicato opere sui due principali giochi tradizionali somali, il layli goobalay (un mancala) e lo shax (una variante del mulino).
Ha pubblicato anche opere di carattere politico, in particolare sulla situazione dei diritti umani nel suo paese di origine; il suo saggio Gobannimo bilaash maaha ("la libertà non è gratis", 2007) è stato premiato come miglior libro dell'anno in lingua somala dalla Somali Women's Agenda. Il 27 settembre 2014 ha ricevuto a Pistoia il Premio Nazionale "Cultura della Solidarietà"

## Opere
- Cittadinanza è partecipazione, Bianca&Volta Edizioni, Trieste, 2013, ISBN 978-88-96400-50-0 (ePub ISBN 978-88-96400-51-7)
- Super Keey: La leucemia non è un gioco, Edizioni ETS, Pisa, 2010, ISBN 978-884672774-9
- (EN)  Shax: the preferred game of our camel-herders and other traditional african entertainments, SUN MOON LAKE, Roma, 2000, ISBN 88-87332-05-3
- Layli Goobalay: variante somala del "Gioco Nazionale Africano", Ponte Invisibile Edizioni, Pisa, 2002, ISBN 88-88934-00-6
- (EN)  A note on "My Teachers's Group": News report of an injustice, Ponte Invisibile Edizioni, Pisa, 2003, ISBN 88-88934-01-4
- (SO)  Gobannimo bilaash maaha, Ponte Invisibile Edizioni, ISBN 88-88934-06-5
- (SO)  Geesi boqra - Sheeko iyo shaahid, kowaad, (a cura di), Ponte Invisibile Edizioni, ISBN 88-88934-08-1
- (SO)  Ninkeed bila - Sheeko iyo shaahid, labaad, (a cura di), Ponte Invisibile Edizioni, ISBN 88-88934-11-1